# Kiskategóriás autó

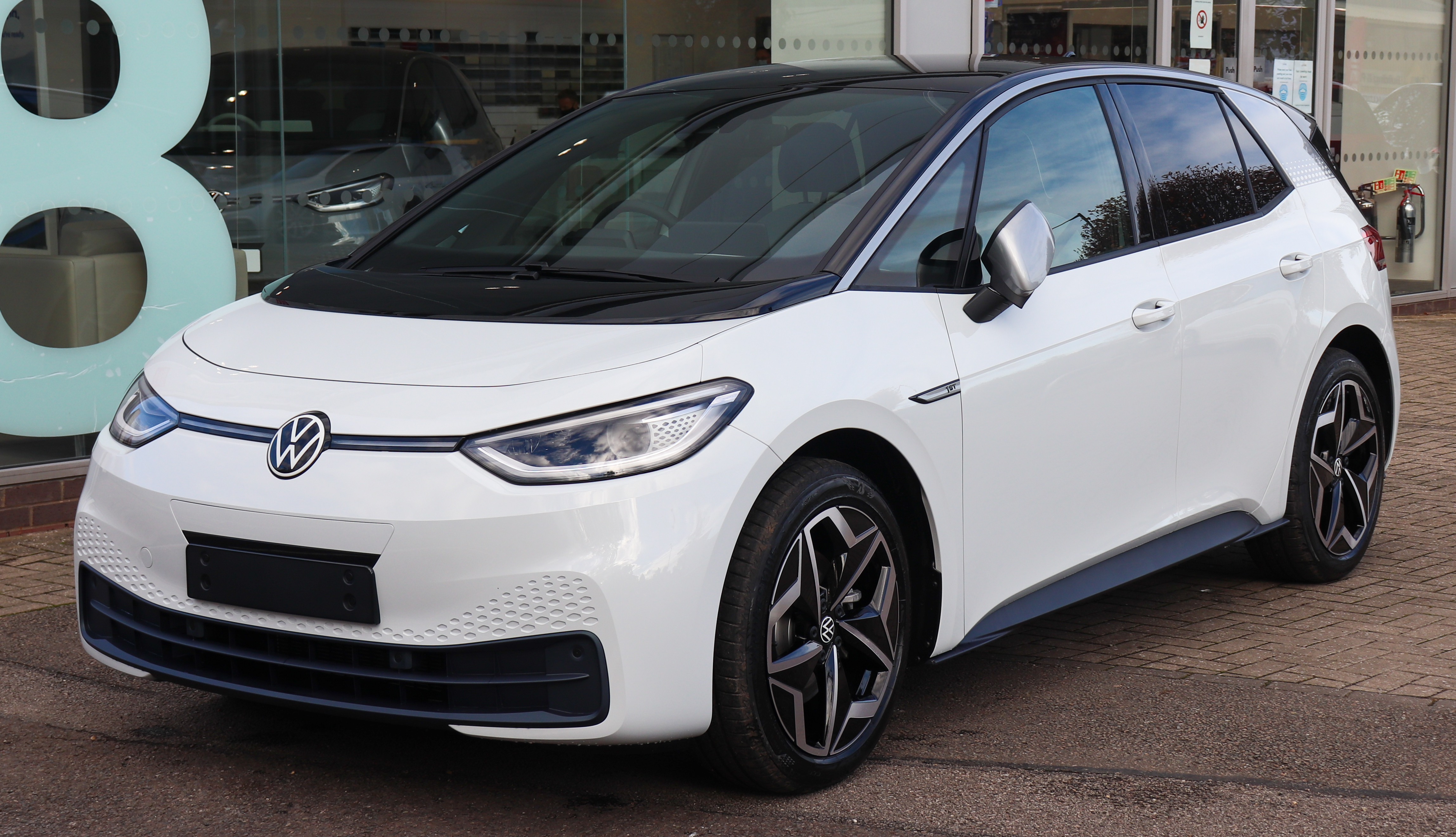
Az egyik legnépszerűbb kiskategóriás autótípus, a Volkswagen ID.3

A kiskategóriás autók vagy röviden kisautók Magyarországon és Európa egyes országaiban az alsó-középkategóriás autóknál kisebb és a városi miniautóknál nagyobb autók osztályát jelentik. Ennek az osztálynak a tipikus képviselői a német VW Polo és az Opel Corsa.
Az autókategóriákra használt osztályok eltérőek az Amerikai Egyesült Államokban, Japánban és Európában, de nincs egységes rendszer Európán belül sem. Az amerikai terminológia szerint a kiskategóriás autók a subcompact autók kategóriájába tartoznak, a brit terminológia szerint a kategória neve supermini, a német terminológia többé-kevésbé megegyezik a magyarral, de használatos még Európában a B szegmens kifejezés is ugyanerre a kategóriára. Az Euro NCAP szintén a supermini kifejezést használja.

## Modellek
Néhány tipikus, közismert kiskategóriás autó a teljesség igénye nélkül:
| Márka      | Modellek                              |
| ---------- | ------------------------------------- |
| Chevrolet  | Aveo                                  |
| Nissan     | Micra                                 |
| Ford       | Fiesta                                |
| Trabant    | 601, 1.1                              |
| Kia        | Picanto, Rio                          |
| Cupra      | Born                                  |
| Dacia      | 1300, Sandero                         |
| Citroën    | C1, C2, C3                            |
| Fiat       | 500, Uno, Punto                       |
| Daihatsu   | Sirion                                |
| Kia        | Picanto                               |
| Audi       | A1, A2                                |
| Hyundai    | Getz, Accent                          |
| Toyota     | Yaris, Publica, Starlet, AA           |
| Honda      | Jazz, e                               |
| Opel       | Corsa                                 |
| Peugeot    | 106, 206, 208, e-208                  |
| Škoda      | Fabia, Felicia                        |
| Tata       | Indica, Indigo                        |
| Renault    | Clio                                  |
| Suzuki     | Swift, Ignis, Splash, Cultus, Celerio |
| Volkswagen | ID.3, e-Golf, Polo, Fox, Golf         |

## Képgaléria

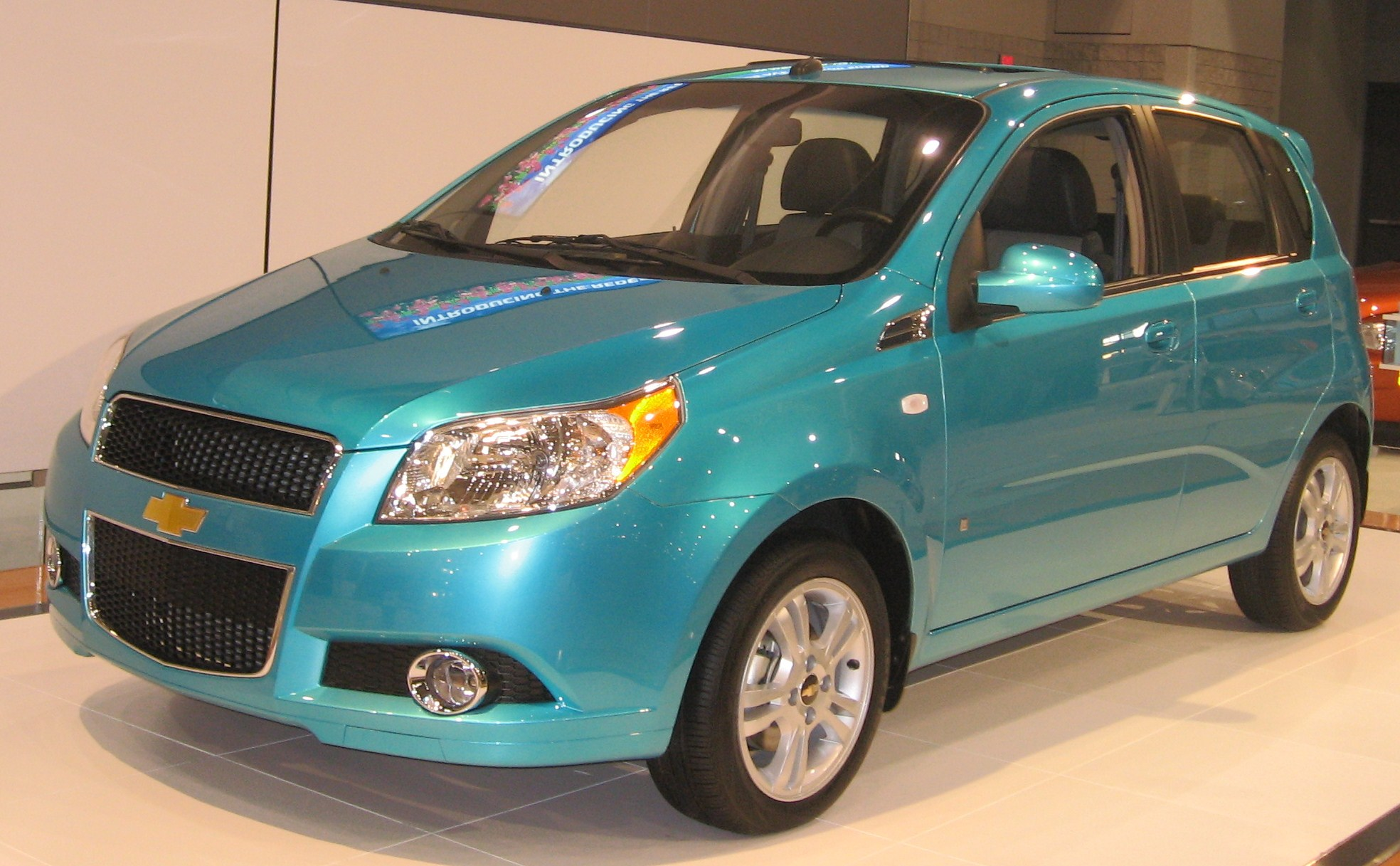
Chevrolet Aveo
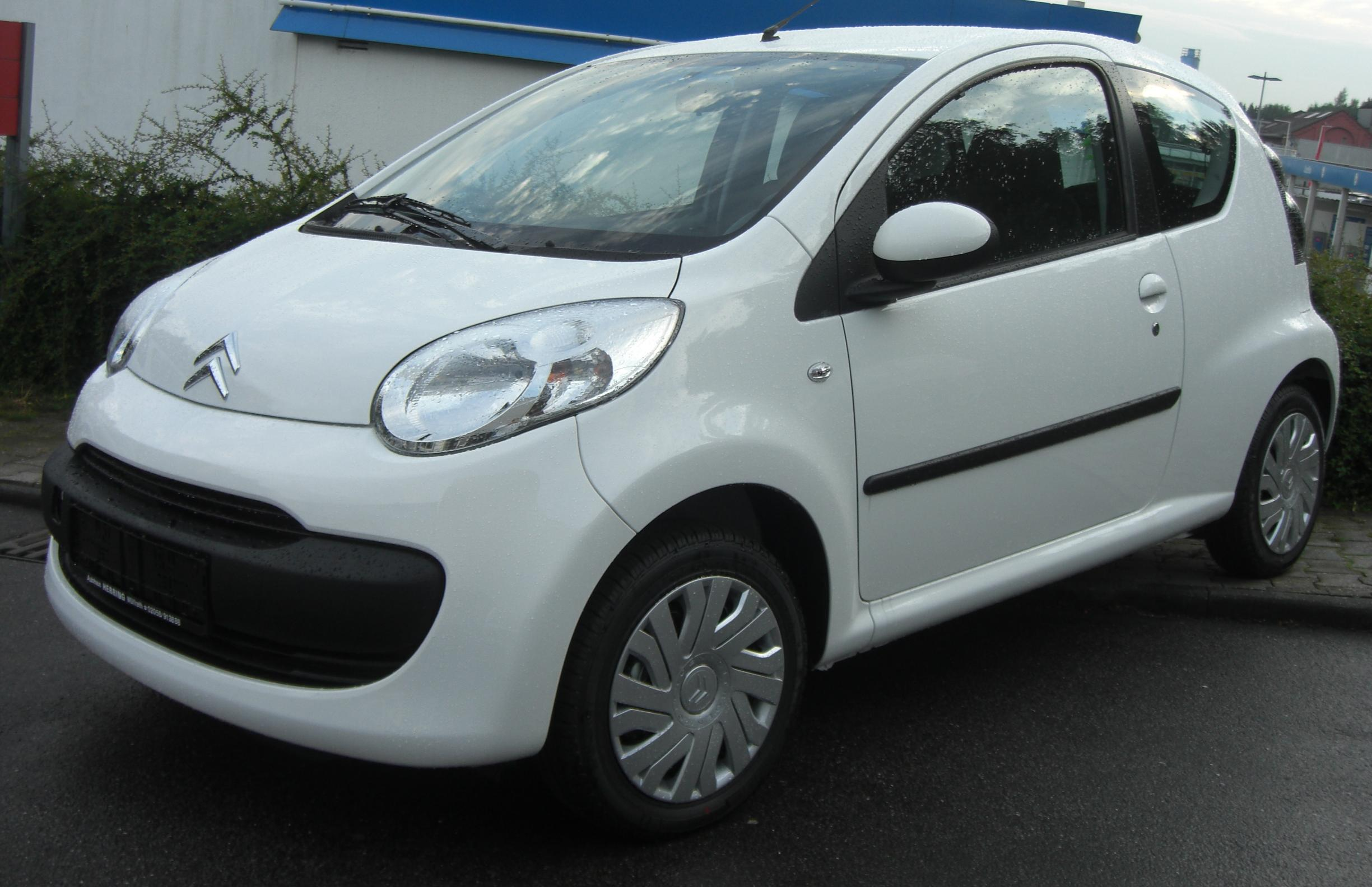
Citroën C1
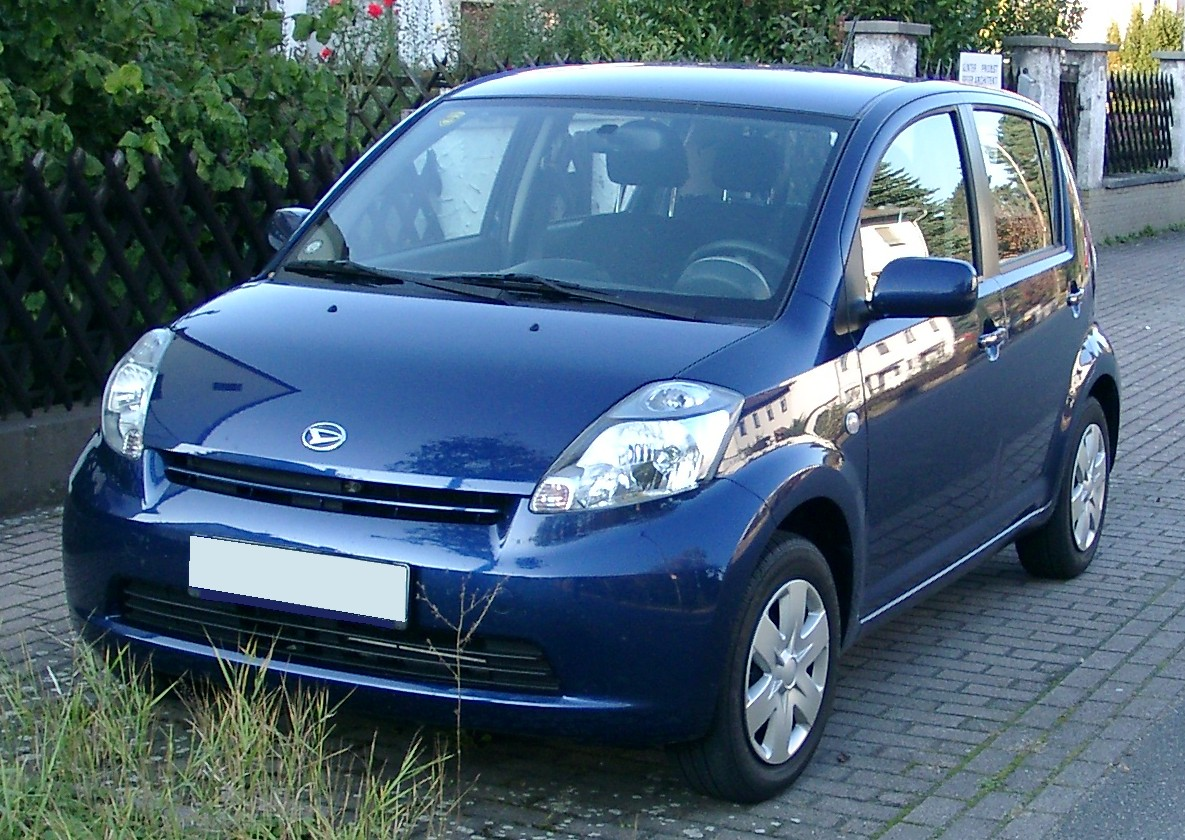
Daihatsu Sirion
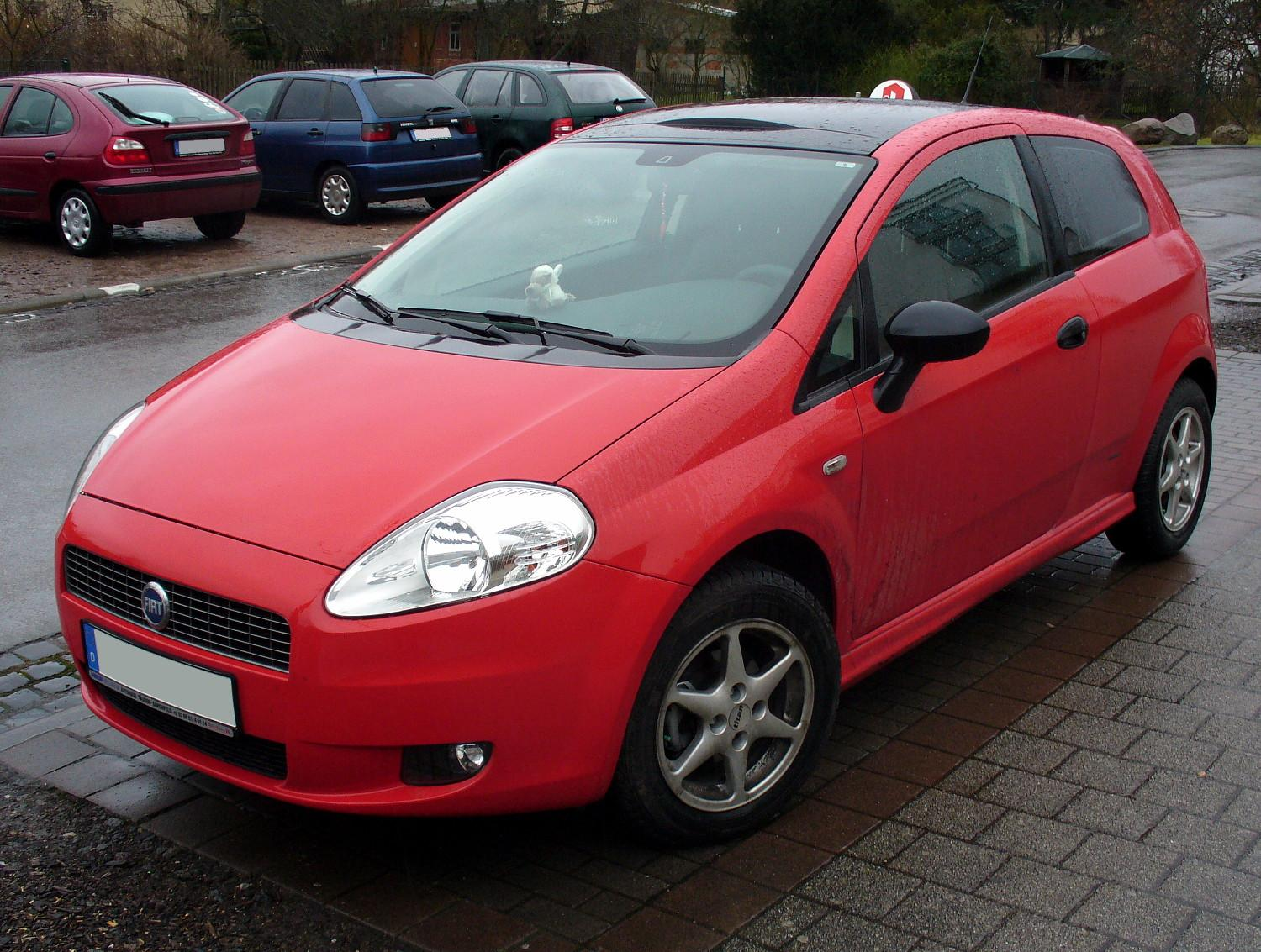
Fiat Punto
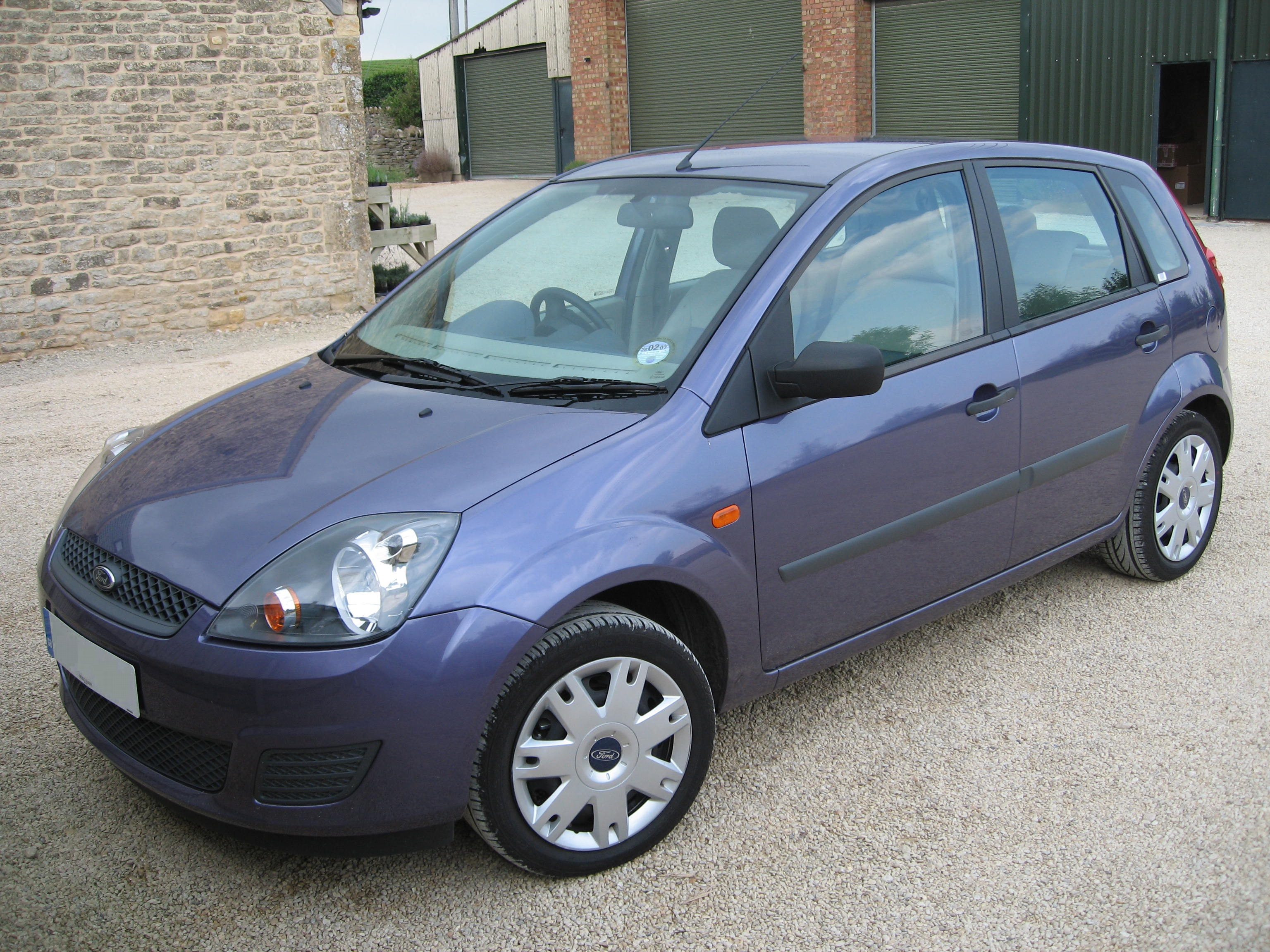
Ford Fiesta
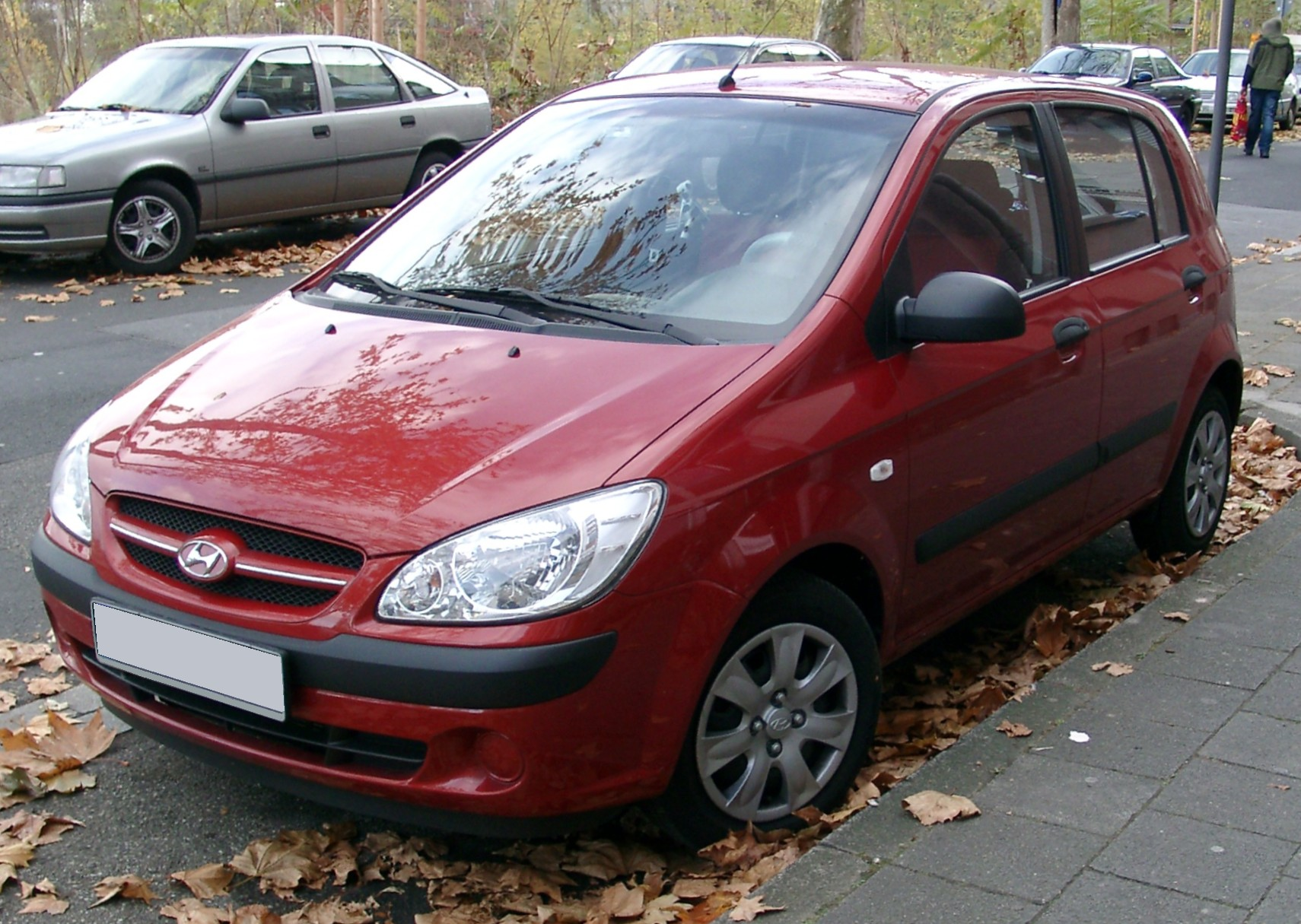
Hyundai Getz
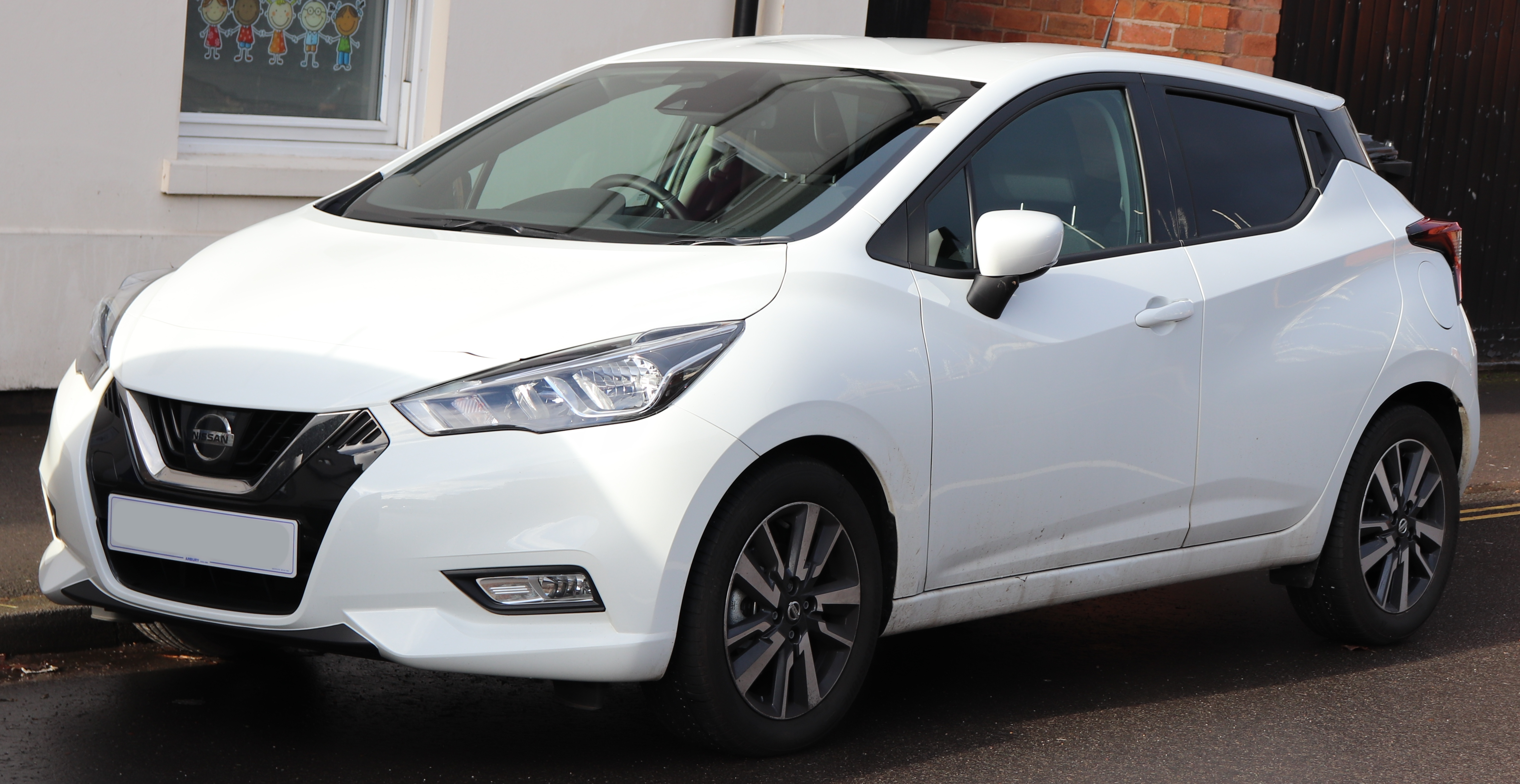
Nissan Micra